# Jobet Kalakh
Jobet Kalakh (tiếng Ả Rập: جوبة كلخ) là một ngôi làng Syria nằm ở phó huyện Masyaf ở huyện Masyaf, Hama. Theo Cục Thống kê Trung ương Syria (CBS), Jobet Kalakh có dân số 103 trong cuộc điều tra dân số năm 2004.